# Hjemmepleje
|  | Sammenskrivningsforslag Artiklerne Hjemmehjælp, Hjemmepleje er foreslået sammenskrevet. (Siden april 2022) Diskutér forslaget |

Hjemmepleje er betegnelsen for den offentlige ydelse, der udføres i borgerens eget hjem, når vedkommende ikke selv er i stand til at tage vare på opfyldelse af egne behov.
Det drejer sig både om ydelser af praktisk karakter, herunder indkøb, rengøring mv. og om ydelser som personlig pleje og behandling.
Hjemmeplejen er i de fleste kommuner organiseret som en integreret ordning, hvor der ikke skelnes mellem om brugeren bor i plejeboliger, plejehjem eller eget hjem.
Hjælpen er behovsbestemt. Der er en kommunal visitation til ydelsen og ydelsen er kompenserende.